# Suuri Nousjärvi
Suuri Nousjärvi är en sjö i kommunen Puumala i landskapet Södra Savolax i Finland. Arean är 36 hektar och strandlinjen är 4,43 kilometer lång. Sjön  ingår i Vuoksens huvudavrinningsområde.   Den ligger omkring 62 kilometer öster om S:t Michel och omkring 240 kilometer nordöst om Helsingfors. 